# Dysauxes pontica
Dysauxes pontica är en fjärilsart som beskrevs av Heinrich Friese 1959. Dysauxes pontica ingår i släktet Dysauxes och familjen björnspinnare. Inga underarter finns listade i Catalogue of Life.